# Aktive Inhalte
Als aktive, ausführbare oder dynamische Inhalte, seltener auch als eingebetteten Code, werden meistens Inhalte in Webseiten bezeichnet, die erst zur Laufzeit ausgeführt werden. Zudem werden die Begriffe auch bei anderen Inhalten verwendet, bei denen die zugrundeliegenden Formate in der Regel ursprünglich statisch konzipiert wurden.

## Technische Details
Webseiten, die in HTML geschrieben sind, können sogenannte aktive Inhalte enthalten. Dabei können Sprachen – wie etwa JavaScript – eingesetzt werden, um nach dem Laden einer Webseite zusätzliche dynamische Inhalte zur Verfügung zu stellen, welche mit statischem HTML nicht realisiert werden können.
In ähnlicher Weise können auch Dokumente (wie PDF oder DOC) aktive oder ausführbare Inhalte enthalten (oder eingebettet haben), wobei ebenfalls Sprachen (wie JavaScript oder VBA) zum Einsatz kommen können.

## Sicherheit
Gemeinsam unter allen aktiven Inhalten ist, dass sie auf dem PC des Anwenders direkt nach dem Laden (aus dem Internet oder des Dokumentes) lokal ausgeführt werden und somit grundsätzlich ein Sicherheitsrisiko für den PC des Benutzers, einschließlich des darauf installierten Betriebssystems, darstellen.

## Bekannte Technologien
Bekannte Technologien in diesem Umfeld sind:
- ActiveX-Controls – proprietäre Software von Microsoft
- Flash – proprietäre Software von Adobe
- Java – teilweise freie Software von Sun
- JavaScript (heute: ECMAScript) – freie Skriptsprache, die insbesondere im Zusammenhang mit AJAX zum Einsatz kommt